# Händemeer
Durch Strassen, durch Dreck, in’s Händemeer ist das zweite Live- und Videoalbum der Südtiroler Deutschrock-Band Frei.Wild. Es erschien am 28. Oktober 2011 über das Label Rookies & Kings als Standard-Edition, limitiertes Box-Set sowie limitierte Fanbuch-Edition. Die DVD ist von der FSK ab 6 Jahren freigegeben.

## Inhalt
Das Album enthält zwei DVDs und eine CD. Diese beinhalten Live-Aufnahmen der Band von Konzerten aus dem Jahr 2010, wobei Lieder aus den bis zu diesem Zeitpunkt erschienenen Studioalben der Gruppe gespielt werden. Es sind Mitschnitte von Auftritten in Dresden, Alsfeld und Oberhausen sowie von Frei.Wilds Konzert bei der G.O.N.D. 2010 in Rieden-Kreuth zu sehen. Außerdem enthalten die DVDs zwischen den Liedern Interviews mit der Band und ihrem Umfeld sowie Backstagematerial.
Dem limitierten Boxset sind außerdem zwei 180-seitige Bandbiografie-Bücher beigelegt.
Die Fanbuch-Edition ist auf 4.000 Stück limitiert sowie original signiert und enthält zusätzlich ein 240-seitiges Fanbuch.

## Covergestaltung
Das Albumcover der Standard-Edition ist in den Farben Orange, Schwarz und Weiß gehalten. Es zeigt die vier Bandmitglieder bei einem Auftritt an ihren Instrumenten. Im oberen Teil des Bildes stehen der typische Frei-Wild-Schriftzug in Orange sowie die Anmerkungen Live Doppel DVD + Live CD und Festivals + Headliner Tour + Backstage + Interviews + Studioreport + Bonusmaterial + Vieles Mehr in Schwarz. Im unteren rechten Teil des Covers befindet sich der orange Schriftzug Durch Strassen, durch Dreck, in’s Händemeer. Das Cover der limitierten Fanbuch-Edition zeigt die Aufnahme der vier Bandmitglieder näher. Im oberen Teil des Bildes befinden sich die Schriftzüge Buch I & II sowie Allein nach vorne. Das Frei.Wild-Logo steht in der Mitte des Bildes und der Titel wiederum rechts unten. Alle Schriftzüge sind in Orange gehalten.

## Titelliste
DVD 1
| #  | Titel                                    | Länge | Anmerkung                            |
| -- | ---------------------------------------- | ----- | ------------------------------------ |
| 1  | Intro – Hart am Wind                     | 1:45  |                                      |
| 2  | Frei.Wild                                | 3:04  | live in Dresden 2010                 |
| 3  | Durch Strassen – Roadmovie               | 4:48  |                                      |
| 4  | Halt deine Schnauze                      | 5:17  | live in Dresden 2010                 |
| 5  | Durch Dreck – Roadmovie                  | 4:51  |                                      |
| 6  | Stück für Stück                          | 5:14  | live bei der G.O.N.D. 2010           |
| 7  | In’s Händemeer – Roadmovie               | 10:25 |                                      |
| 8  | Diesen Schuh musst du dir nicht anziehen | 4:06  | live in Alsfeld 2010                 |
| 9  | Unbeugsam – Die Säulen                   | 3:26  |                                      |
| 10 | Arschtritt                               | 5:38  | unplugged live bei der G.O.N.D. 2010 |
| 11 | Felsenfest – Die Pfeiler                 | 3:15  |                                      |
| 12 | Weiter immer weiter                      | 5:06  | live in Alsfeld 2010                 |
| 13 | Sturmgeprüft – Die Brücken               | 6:35  |                                      |
| 14 | Das Land der Vollidioten                 | 4:43  | live in Dresden 2010                 |
| 15 | Die Wiege – Der Hafen                    | 7:35  |                                      |
| 16 | Südtirol                                 | 5:20  | live bei der G.O.N.D. 2010           |
| 17 | Cases, Cabel, Cabinet                    | 9:10  |                                      |
| 18 | Feuer, Erde, Wasser, Luft                | 5:20  | live in Dresden 2010                 |
| 19 | Feedback, Ton weg, 1000 Watt             | 9:46  |                                      |
| 20 | Allein nach vorne                        | 4:07  | live in Dresden 2010                 |

DVD 2
| #  | Titel                                             | Länge | Anmerkung                  |
| -- | ------------------------------------------------- | ----- | -------------------------- |
| 1  | Spur zu Spur                                      | 4:58  |                            |
| 2  | Irgendwer                                         | 3:47  | live bei der G.O.N.D. 2010 |
| 3  | Klangschmiede                                     | 4:08  |                            |
| 4  | Die Zeit vergeht                                  | 4:04  | live in Dresden 2010       |
| 5  | Intro – Gegengift                                 | 2:24  | live in Oberhausen 2010    |
| 6  | Hoch hinaus                                       | 3:06  | live in Oberhausen 2010    |
| 7  | Alles kommt zurück                                | 2:33  |                            |
| 8  | Weil du mich nur verarscht hast                   | 4:28  | live in Dresden 2010       |
| 9  | Der Steuermann                                    | 12:00 |                            |
| 10 | Gib mir die Pappe wieder                          | 4:48  | live in Alsfeld 2010       |
| 11 | Der Aufrechte                                     | 4:24  |                            |
| 12 | Niemand                                           | 3:34  | live in Dresden 2010       |
| 13 | Der Gerissene                                     | 1:25  |                            |
| 14 | Mehr als Tausend Worte                            | 3:35  | live in Dresden 2010       |
| 15 | Der Vertraute                                     | 1:40  |                            |
| 16 | Schwarz und Weiss                                 | 4:09  | live in Alsfeld 2010       |
| 17 | Der Draufgänger                                   | 2:52  |                            |
| 18 | Sieger stehen da auf, wo Verlierer liegen bleiben | 3:21  | live in Dresden 2010       |
| 19 | Alte Wunden – Neues Glück                         | 5:07  |                            |
| 20 | Sie hat dir ’nen Arschtritt gegeben               | 7:39  | live in Dresden 2010       |
| 21 | Outro                                             | 2:19  |                            |

Live-CD
| #  | Titel                                             | Länge | Anmerkung                  |
| -- | ------------------------------------------------- | ----- | -------------------------- |
| 1  | Intro – Hart am Wind                              | 1:48  | live bei der G.O.N.D. 2010 |
| 2  | Frei.Wild                                         | 3:00  | live in Dresden 2010       |
| 3  | Halt deine Schnauze                               | 5:04  | live in Dresden 2010       |
| 4  | Stück für Stück                                   | 3:53  | live bei der G.O.N.D. 2010 |
| 5  | Weiter immer weiter                               | 4:45  | live in Alsfeld 2010       |
| 6  | Das Land der Vollidioten                          | 4:45  | live in Dresden 2010       |
| 7  | Südtirol                                          | 4:56  | live bei der G.O.N.D. 2010 |
| 8  | Feuer, Erde, Wasser, Luft                         | 4:26  | live in Dresden 2010       |
| 9  | Allein nach vorne                                 | 4:02  | live in Oberhausen 2010    |
| 10 | Irgendwer steht dir zur Seite                     | 3:42  | live bei der G.O.N.D. 2010 |
| 11 | Die Zeit vergeht                                  | 4:19  | live in Dresden 2010       |
| 12 | Intro – Gegengift                                 | 2:12  | live in Oberhausen 2010    |
| 13 | Hoch hinaus                                       | 3:09  | live in Oberhausen 2010    |
| 14 | Weil du mich nur verarscht hast                   | 3:47  | live in Dresden 2010       |
| 15 | Niemand                                           | 3:34  | live in Dresden 2010       |
| 16 | Mehr als Tausend Worte                            | 3:35  | live in Dresden 2010       |
| 17 | Schwarz und Weiss                                 | 4:09  | live in Alsfeld 2010       |
| 18 | Sieger stehen da auf, wo Verlierer liegen bleiben | 3:16  | live in Dresden 2010       |
| 19 | Sie hat dir ’nen Arschtritt gegeben               | 7:27  | live in Dresden 2010       |

## Chartplatzierungen und Auszeichnungen
Das Album stieg in der 46. Kalenderwoche des Jahres 2011 auf Platz 5 in die deutschen Charts ein und konnte sich acht Wochen in den Top 100 halten.
Für mehr als 25.000 verkaufte Einheiten erhielt Händemeer in Deutschland eine Goldene Schallplatte.